# Brigade de prévention de la délinquance juvénile
La brigade de prévention de la délinquance juvénile (BPDJ) est une unité spécialisée de la Gendarmerie nationale française.

## Généralités
La brigade de prévention de la délinquance juvénile exerce ses missions au niveau du groupement de gendarmerie, c'est-à-dire sur un département, là où la gendarmerie exerce ses missions de sécurité publique.

## Missions
Les gendarmes qui composent cette unité ont un rôle préventif envers les jeunes afin de les protéger des incivilités et de la délinquance (délinquance juvénile).
L'action de cette unité se fait en partenariat avec les établissements scolaires. Les militaires y font des séances de sensibilisation aux dangers sur l'alcool, la drogue et internet. Cette unité travaille également en collaboration avec les personnels de la protection judiciaire de la jeunesse, magistrats spécialisés, éducateurs, travailleurs sociaux, représentants des services de secours, de la police municipale et les agents locaux de médiation sociale afin de déceler et signaler les comportements à risques ou les enfants en danger.
Outre ses missions préventives, la BPDJ peut apporter son concours aux unités de terrain dans les procédures impliquant des mineurs (victimes - auteurs). 
Elle peut exercer sur ordre des autorités ou lors de son activité de soutien aux unités en Zone Police Nationale. Elles ou leurs personnels participent voire organisent des missions de relations publiques et de liens Armées-Nation (journées défense-citoyen (ex JAPD), connaissance du milieu et métiers militaires, préparations militaires, service militaire adapté en outre-mer, journées de la défense, journées de la citoyenneté, journées de la sécurité Intérieure, rencontres de la Gendarmerie, rencontre des Armées, sport Gendarmerie jeunesse, sport Armées jeunesse ...). 
Par ailleurs, ces personnels peuvent être déployés à l'étranger pour des missions de Police Internationale sous mandats civils mais aussi, spécifique à la Gendarmerie, sous mandats militaires pour mettre à profit leurs compétences particulières y compris auprès de prévôtés permanentes ou circonstancielles si le besoin se présente.

## Sources
- La Brigade de prévention de la délinquance juvénile - Gendarmerie spécialisée - site : Violencescolaire.fr
- [doc] Liste des BPDJ - Site de la Gendarmerie Nationale - 2011
- Missions décrites par la BPDJ du Val D'Oise
- [PDF] Brigade de prévention de la délinquance juvénile - BPDJ 34